# Taliq

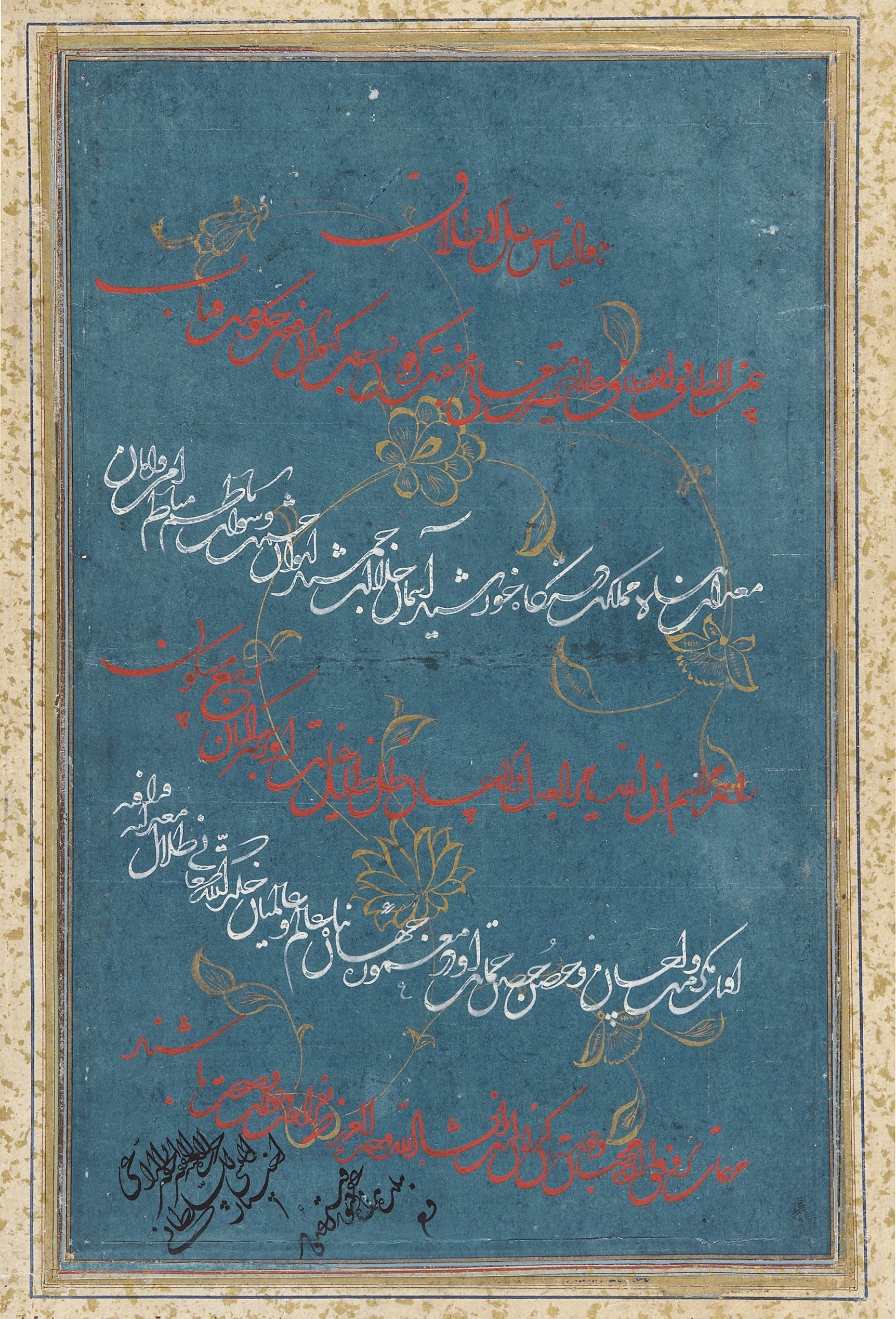
Taliq-Schrift

Die Taliq-Schrift (arabisch تعلیق, DMG ta‘līq ‚die Hängende [Schrift]‘) ist ein Schriftstil der islamischen Kalligrafie. Ihre Anfänge finden sich im 11. Jahrhundert im Iran, wobei Elemente aus Naschi, Tauqi und Reqa verwendet wurden. Bis ins 16. Jahrhundert war die Schrift vor allem in iranischen Kanzleien in Gebrauch und wurde dann langsam von der Nastaliq-Schrift abgelöst. Diese Schrift wurde hauptsächlich verwendet, um Bücher und Dīwāne sowie offizielle Dokumente in persischer Sprache niederzuschreiben.
Die Entwicklung der Taliq-Schrift dauerte recht lange. Die persische Naschi-Schrift unterlief ab dem 11. Jahrhundert stetig Veränderungen, welche in Verbindung mit Elementen der Tauqi- und Reqa-Schriften in der Taliq-Schrift resultierten. Dies geschah in der Mitte des 13. Jahrhunderts. Taliq hat einige Besonderheiten mit jenen Schriften gemeinsam, ist jedoch stilisierter. Taliq beinhaltet krummlinige Elemente sowie Schleifen und immense Kontraste zwischen Kompression und Expansion. Darüber hinaus beinhaltet Taliq verbundene Zeichen. Diese Eigenheiten machen es einem unerfahreren Leser schwer, die Nachricht zu entziffern.
In der Taliq-Schrift können Wörter und normalerweise abgetrennte Buchstaben verbunden werden, was es möglich machte, sehr schnell zu schreiben und die Schrift auch für offizielle Dokumente überaus praktisch machte. Gegen Ende des 13. Jahrhunderts erreichte Taliq seine endgültige Form, was möglicherweise dadurch geschah, dass das Ilkhanat und dessen Bürokratie eine allgemeine Form der geschriebenen persischen Sprache benötigten. Um noch schneller zu schreiben, erhöhten Kanzleiangestellte die Anzahl unorthodoxer Ligaturen und ließen die Punkte über Zeichen, die diese besaßen, oftmals aus. Einige Zeichen wurden verkleinert, und wieder andere wurden mit dünneren Linien und in anderen Formen geschrieben. Dieser neue Stil, genannt shikasta taliq (gebrochenes, vereinfachtes taliq) wurde ab dem Ende des 14. Jahrhunderts systematisch benutzt.
Im 15. Jahrhundert wurde Taliq auch im Osmanischen Reich benutzt. Der Expansion der imperialen Kanzlei nach der Eroberung Konstantinopels folgend erweiterten Osmanische Schreiber die Taliq-Schrift und entwickelten so die typische Osmanische Schrift divani. Das Wort Taliq wird häufig im Turko-Arabischen Raum als Oberbegriff für sowohl Taliq als auch Nastaliq verwendet.

## Bibliographie
- Sheila Blair (2008). Islamic Calligraphy. Edinburgh University Press. ISBN 978-0-7486-1212-3.